# Union pour le progrès de la Guinée
L’Union pour le progrès de la Guinée (UPG) est un parti politique guinéen. 
C'est l'un des partis les plus modérés fondés au début des années 1990 en vue de l'élection présidentielle de 1993. Son dirigeant, Jean-Marie Doré, recueille moins de 1 % des voix.
Lors des élections législatives de 2002, l'UPG remporte 4,1% des suffrages et 3 des 114 sièges à l'Assemblée nationale.